# Johann-Gottfried-Herder-Gymnasium (Pirna)
Das Johann-Gottfried-Herder-Gymnasium Pirna-Copitz ist das einzige rechts-elbische Gymnasium in Pirna und hat 867 Schüler und 63 Lehrer (Schuljahr 2020/21). Durch die Schulpartnerschaft mit der chinesischen High School No. 1 aus Hefei und das 2004/2005 aufgeführte Musical Fame – Der Weg zum Ruhm bekam die Schule viel öffentliche Aufmerksamkeit.
Am 12. November 2002 erhielt die Schule eine Auszeichnung als „Sportfreundliche Schule“ auf Grund der vielen Teilnahmen an Wettkämpfen und den außerschulischen sportlichen Aktivitäten wie das Skilager für Schüler, Eltern und Lehrer. Seit 2003/2004 ist das Gymnasium Teilnehmer am Medios-Projekt.
Benannt ist das Gymnasium nach dem Dichter und Philosophen Johann Gottfried Herder.

## Bekannte Schüler
- Fabian Funke (* 1997), Mitglied des Deutschen Bundestag (SPD)[3]
- Francesco Friedrich (* 1990), deutscher Bobfahrer, Olympiateilnehmer
- Wolfram Müller (* 1981), deutscher Leichtathlet, Olympiateilnehmer
- René Herms (1982–2009), deutscher Leichtathlet, Olympiateilnehmer
- Oliver Wehner (* 1984), deutscher Politiker (CDU)